# Sphaeria desmazieri
Sphaeria desmazieri är en svampart som beskrevs av Haller 1768. Sphaeria desmazieri ingår i släktet Sphaeria och familjen kolkärnsvampar.   Inga underarter finns listade i Catalogue of Life.